# János Batsányi
János Batsányi (Tapolca, 9 de mayo de 1763 - Linz, 12 de mayo de 1845) fue un poeta húngaro de la Ilustración.

## Biografía
János Batsányi nació en Tapolca en 1763. En 1785 publicó su primera obra, un poema patriótico titulado "El valor de los magiares". En el mismo año obtuvo un empleo como trabajador de la Hacienda en Košice (actual Eslovaquia, pero en aquel tiempo parte de Hungría), y allí, junto con otros escritores como Ferenc Kazinczy o Baróti Szabó, fundó la revista Magyar Museum, que fue clausurada por el gobierno en 1792. Al año siguiente, por su postura política contraria a la monarquía, fue apartado de su puesto, y en 1794 fue encarcelado por dos años en la prisión del Castillo Špilberk, cerca de Brno, por tomar parte en la conspiración del Obispo Martinovich para abolir la monarquía en Hungría.
Tras su liberación, János Batsányi colaboró en la revista Magyar Minerva, antes de trasladarse a Viena, donde obtuvo un empleo en un banco, y se casó. En 1809 tradujo al húngaro la proclama de Napoleón Bonaparte a los húngaros, y, como consecuencia de este acto contrario a la dinastía Habsburgo, tuvo que exiliarse a París. Tras la caída de Napoleón fue entregado a las autoridades austríacas, que le permitieron residir en Linz hasta su muerte, con la condición de no abandonar nunca dicha ciudad. Durante sus últimos años, Batsányi perdió el contacto con el mundo literario de su época y, aunque publicó una edición de sus obras poéticas en 1827, muchas de sus producciones en el exilio se han perdido o continúan inéditas.
- Datos: Q572397
- Multimedia: János Batsányi / Q572397